# Powiat kowieński (Imperium Rosyjskie)
Powiat kowieński (ujezd) – jednostka administracyjna Imperium Rosyjskiego istniejąca w latach 1795–1915.
Ujezd kowieński powstał po III rozbiorze Polski w miejscu dotychczasowego powiatu kowieńskiego i początkowo wszedł w skład guberni wileńskiej. 
W czasie reform administracyjnych Pawła I ukazem z 12 września 1796 roku (który wszedł w życie w roku 1797) gubernię wileńską połączono z gubernią słonimską w jedną gubernię litewską z siedzibą w Wilnie. Za Aleksandra I gubernia litewska w 1801 roku podzielona została na wileńską (do roku 1840 nazywaną litewsko-wileńską) oraz grodzieńską (dawniej gubernia słonimska). Ujezd kowieński ponownie wchodził w skład guberni wileńskiej.
W roku 1843 z części obszaru guberni wileńskiej  wydzielono gubernię kowieńską. W jej skład weszły ujezdy: kowieński,  nowoaleksandrowski, poniewieski, rossieński, szawelski, telszewski i wiłkomierski.
W 1882 roku ujezd kowieński obejmował 4 okręgi policyjne: Wilkija, Ejragoła, Kiejdany i Janowo, łącznie 17 gmin, 79 starostw miejskich i 606 wsi. W 1876 roku liczył (bez Kowna) 136 862 mieszkańców. Składał się z 23 parafii należących do dekanatów: kowieńskiego, krockiego i wielońskiego. W ujeździe były 4 parafie prawosławne i 3 ewangelickie.